# 퀵실버 (소프트웨어)
퀵실버(Quicksilver)는 맥 OS X의 유틸리티 소프트웨어이다. 블랙트리 소프트웨어(Blacktree Software)에서 개발하였다. 퀵실버는 애플리케이션 시작, 컴퓨터 및 파일 조작, 이메일의 초안 작성 및 송신 작업을, 키보드에 의해, 재빠르게 수행할 수 있다. 쿽실버는 맥 OS X의 애플리케이션인 런치바(LaunchBar)나 버틀러(Butler)와 유사하면서도, 상당히 다른 인터페이스를 채용하고 있다. 퀵실버는 복잡한 애플리케이션이지만, 인터페이스는 커멘드·윈도라는 간소한 패널 3개로부터 된다. 사용자는 복잡한 작업을, 설정으로 돌아가지는 키의 편성으로, 간단하게 처리할 수 있다.
2007년 11월 6일, 퀵실버의 소스 코드를 구글 코드에서 사용 가능하게 되었다.
2013년 3월 25일, 퀵실버가 버전1.0으로 공식 업데이트되었다. 버전 1.0은 OS X 마운틴 라이언을 지원한다.

## 같이 보기
- 알프레드 (소프트웨어)